# Leioproctus baeckeae
Leioproctus baeckeae là một loài Hymenoptera trong họ Colletidae. Loài này được Rayment mô tả khoa học năm 1948.